# Jette Gottlieb
Jette Ryde Gottlieb (født 23. september 1948 i København) er en dansk politiker, der repræsenterede Enhedslisten i Folketinget fra 1994 til 2001 og igen fra 2019 til 2024 samt i Københavns Borgerrepræsentation i perioden 2006 til 2009.
Jette Gottlieb blev student fra N. Zahles Skole i 1966 og blev cand.scient. i geografi og samfundsfag i 1976. I 1986 blev hun udlært tømrer ved Langhoff & Søn.
Hun har arbejdet som gymnasielærer ved Det Frie Gymnasium fra 1972 til 1979 og ved Rødovre Statsskole fra 1978] til 1982. Fra 1986 til 1992 arbejdede hun som tømrer ved forskellige firmaer, og i 1991 og 1992 var hun udsendt som field officer for UNHCR til hhv. den kurdiske del af Irak og det tidligere Jugoslavien.
Jette Gottlieb var medlem af styrelsen for Dansk Ungdoms Fællesråd 1968-1969 og af Venstresocialisternes hovedbestyrelse fra 1973 til 1976 og igen fra 1984 til 1990. Fra 1986 var hun medlem af bestyrelsen for Snedker- og Tømrerforbundet i København og fra 1989 til 1995 af Enhedslistens hovedbestyrelse.
Hun blev opstillet til Folketinget første gang i 1990 i Nørrebro- og Bispeengkredsene, men blev i 1994 opstillet i Bispeeng- og Brønshøjkredsene. Hun blev valgt 21. september 1994, blev genvalgt i 1998, hvor hun kun var opstillet i Brønshøjkredsen og var medlem af Folketinget til 20. november 2001. I 1998 fik hun ophævet sin parlamentariske immunitet, fordi hun som et protestaktion mod nye parkeringsregler i Københavns Kommune havde begået hærværk ved at male kantsten gule. Hun blev efterfølgende dømt for forseelsen.
Hun blev valgt til Københavns Borgerrepræsentation 15. november 2005 og sad dér fra 2006 til 2009. Hun var medlem af Beskæftigelses- og Integrationsudvalget i kommunen. Opstillet ved folketingsvalget 2015, men ikke valgt. Valgt til Folketinget igen i 2019 og genvalgt i 2022.
I oktober 2024 meddelte Jette Gottlieb, at hun ikke genopstiller til Folketinget, og at hun ville udtræde af tinget ved udgangen af måneden. Hendes folketingsmandat blev overtaget af Leila Stockmarr.